# Annona maritima
Annona maritima este o specie de plante angiosperme din genul Annona, familia Annonaceae. A fost descrisă pentru prima dată de Záchia, și a primit numele actual de la H. Rainer. Conform Catalogue of Life specia Annona maritima nu are subspecii cunoscute.